# Islas Flecha
Las islas Flecha (51°52′S 58°55′O / -51.867, -58.917) es un conjunto de tres islas que se encuentran en la zona central de la isla Soledad del archipiélago de las Malvinas. Administrativamente pertenece al departamento Islas del Atlántico Sur de la provincia de Tierra del Fuego, Antártida e Islas del Atlántico Sur.
Estas pequeñas islas emergen en aguas del seno Choiseul, en la zona occidental del mismo y en la ruta que conduce a puerto Darwin. Además se encuentran al noreste de la laguna Flecha y al sudeste de la punta Sátira.